# Зейская область
Зейская область — административно-территориальная единица РСФСР, внутрикраевая область в составе Дальневосточного края, существовавшая в 1934—1937 годах.
Область образована в ходе реорганизации административно-территориального деления Дальнего Востока в июле 1934 в пределах ранее упраздненного Зейского округа в составе 6 районов: Могочинского, Рухловского, Тыгдинского, Зейского, Зейско-Учурского и Джелтулакского Амурской области. Административный центр — Рухлово (ныне Сковородино). Численность населения (1933) — 116,4 тыс. человек, удельный вес городского населения — 41 %. На 1 мая 1936 площадь Зейской области — 175,6 тыс. км², в её состав входили 6 районов, 2 города, 3 рабочих поселка, 7 поселков городского типа, 69 сельсоветов. Ликвидирована 26 сентября 1937 года с включением её районов в образованную Читинскую область (сейчас эта территория, большей частью, относится к Амурской области).